# Betty Barclay Cup 2000
Il  Betty Barclay Cup 2000 è stato un torneo di tennis giocato sulla terra rossa. È stata la 16ª edizione del torneo, che fa parte della categoria Tier II nell'ambito del WTA Tour 2000. Si è giocato ad Amburgo in Germania dal 30 aprile al 7 maggio 2000.

## Campionesse

### Singolare
Martina Hingis ha battuto in finale  Arantxa Sánchez Vicario con il punteggio di 6–3, 6–3

### Doppio
Anna Kurnikova /  Nataša Zvereva hanno battuto in finale  Nicole Arendt /  Manon Bollegraf con il punteggio di 6(5)–7, 6–2, 6–4